# Tom Garrett
Thomas Alexander Garrett , Jr., detto Tom (Atlanta, 27 marzo 1972), è un politico statunitense, membro della Camera dei Rappresentanti per lo stato della Virginia dal 2017 al 2019.

## Biografia
Nato ad Atlanta, Garrett si laureò in legge all'Università di Richmond e prestò servizio per sei anni nell'esercito.
Entrato in politica con il Partito Repubblicano, lavorò come assistente del procuratore generale Bob McDonnell e successivamente fu eletto procuratore distrettuale della contea di Louisa. Nel 2011 venne eletto all'interno del Senato statale della Virginia, dove restò per cinque anni.
Nel 2016 decise di candidarsi alla Camera dei Rappresentanti per il seggio lasciato dal compagno di partito Robert Hurt e riuscì a farsi eleggere deputato, sconfiggendo l'avversaria democratica. Due anni dopo rinunciò a concorrere per un secondo mandato, rivelando di essere in trattamento per combattere l'alcolismo.
Durante la sua permanenza al Congresso, Garrett si configurava come un repubblicano conservatore.